# Torno a te
Torno a te è un singolo del rapper italiano Random, pubblicato il 4 marzo 2021.
Il brano è stato eseguito per la prima volta durante la seconda serata del Festival di Sanremo 2021, dove si è classificato al 26º e ultimo posto.
Successivamente viene inserito nell'album Nuvole, pubblicato il 2 aprile dello stesso anno.

## Tracce
1. Torno a te – 3:26 (Emanuele Caso, Samuel Balice)

## Classifiche
| Classifica (2021) | Posizione massima |
| ----------------- | ----------------- |
| Italia            | 26                |